# Xoắn ốc Archimedean
Xoắn ốc Archimedean (còn được gọi là Xoắn ốc số học) là một hình xoắn ốc được đặt theo tên của nhà toán học Hy Lạp thế kỷ thứ 3 trước Công nguyên Archimedes. Đó là quỹ tích của các điểm tương ứng với các vị trí theo thời gian của một điểm di chuyển ra khỏi một điểm cố định với tốc độ không đổi dọc theo một đường quay với vận tốc góc không đổi. Tương đương, trong tọa độ cực (r, θ) nó có thể được mô tả bằng phương trình
{\displaystyle r=a+b\theta }

Ba vòng 360 độ của một cánh tay của hình xoắn ốc Archimedean

với số thực a và b.  Thay đổi tham số a di chuyển điểm trung tâm của hình xoắn ốc ra ngoài từ gốc ( a dương về phía {\displaystyle \theta =0} và a âm về phía {\displaystyle \theta =\pi }), trong khi b kiểm soát khoảng cách giữa các vòng.
Do đó, từ phương trình trên, có thể nói: vị trí của hạt từ điểm bắt đầu tỷ lệ với góc {\displaystyle \theta } khi thời gian trôi qua.

## Đạo hàm của phương trình tổng quát của xoắn ốc
Một cách tiếp cận vật lý được sử dụng dưới đây để hiểu khái niệm về xoắn ốc Archimedean. Giả sử một vật điểm di chuyển trong hệ thống cartesian với vận tốc không đổi {\displaystyle v} hướng song song với trục x, đối với mặt phẳng x-y. Hãy để thời gian {\displaystyle t=0}, đối tượng đã ở một điểm tùy ý {\displaystyle (c,0,0)}. Nếu mặt phẳng x-y quay với vận tốc góc không đổi {\displaystyle \omega } về trục Z, thì vận tốc của điểm đối với trục Z có thể được viết là:

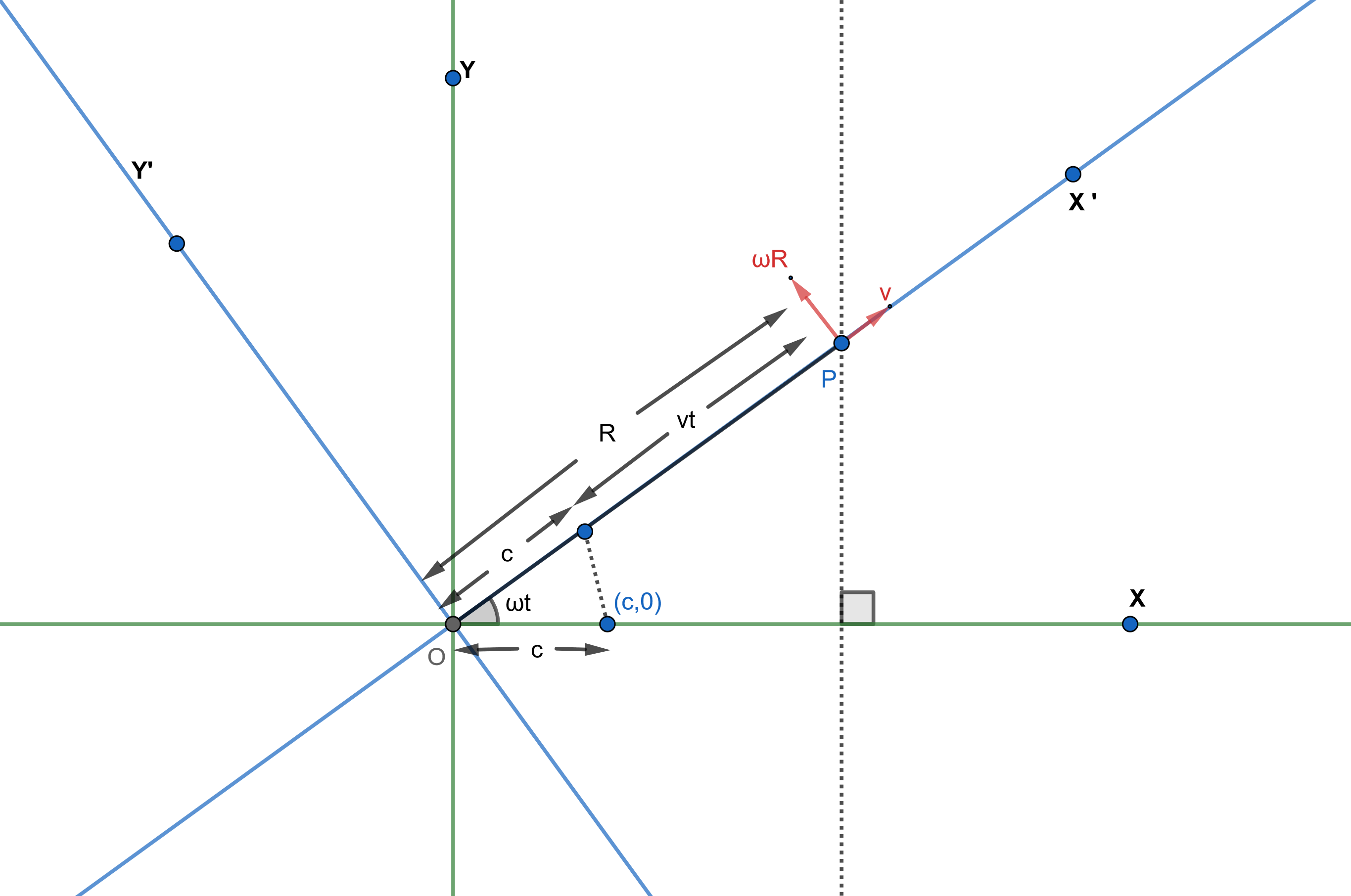
Mặt phẳng X-Y quay theo một góc ωt (ngược chiều kim đồng hồ) về gốc tọa độ trong thời gian t. (c, 0) là vị trí của đối tượng tại t=0. P là vị trí của vật tại thời điểm t, ở khoảng cách R=vt+c.

{\displaystyle |v_{0}|={\sqrt {v^{2}+\omega ^{2}(vt+c)^{2}}}} 
{\displaystyle v_{x}=v\ \cos(\omega t)-\omega \ (vt+c)\ \sin(\omega t)}
{\displaystyle v_{y}=v\ \sin {(\omega t)}+\omega \ (vt+c)\ \cos {(\omega t)}}
Ở {\displaystyle vt+c} là mô đun của vectơ vị trí của hạt bất cứ lúc nào {\displaystyle t}, {\displaystyle v_{x}} là thành phần vận tốc dọc theo trục x và {\displaystyle v_{y}} là thành phần dọc theo trục y. Con số hiển thị bên cạnh giải thích nó.
{\displaystyle \int v_{x}dt=x}
{\displaystyle \int v_{y}dt=y}
Các phương trình trên có thể được tích hợp bằng cách áp dụng tích phân từng phần, dẫn đến các phương trình tham Các phương trình trên có thể được tích hợp bằng cách áp dụng tích hợp bởi các bộ phận, dẫn đến các phương trình tham số sau:
{\displaystyle x=(vt+c)\ \cos \omega t}
{\displaystyle y=(vt+c)\ \sin \omega t}
Bình phương hai phương trình và sau đó thêm (và một số thay đổi nhỏ) dẫn đến phương trình cartesian
{\displaystyle {\sqrt {x^{2}+y^{2}}}={v \over \omega }\cdot \arctan {y \over x}+c}
(sử dụng thực tế là  {\displaystyle \omega t=\theta } và {\displaystyle \theta =\arctan {y \over x}})
hoặc
{\displaystyle \tan(({\sqrt {x^{2}+y^{2}}}-c)\cdot {\omega  \over v})={y \over x}}
Dạng cực của nó,
{\displaystyle r={v \over \omega }\cdot \theta +c}

## Mã để sản xuất một xoắn ốc Archimedean
Mã R  sau đây tạo ra biểu đồ đầu tiên ở trên.
```
a
 
<-
 
1.5

b
 
<-
 
-2.4

t
 
<-
 
seq
(
0
,
5
*
pi
,
 
length.out
=
500
)

x
 
<-
 
(
a
 
+
 
b
*
t
)
 
*
 
cos
(
t
)

y
 
<-
 
(
a
 
+
 
b
*
t
)
 
*
 
sin
(
t
)

plot
(
x
,
 
y
,
 
type
=
"l"
,
 
col
=
2
,
 
lwd
=
3
)

abline
(
h
=
0
,
 
v
=
0
,
 
col
=
"grey"
)

```